# Puy-du-Lac
Puy-du-Lac település Franciaországban, Charente-Maritime megyében. Lakosainak száma 521 fő (2022. január 1.). Puy-du-Lac Archingeay, Champdolent, Saint-Coutant-le-Grand és Tonnay-Boutonne községekkel határos.

## Népesség
A település népességének változása:
| Lakosok száma | 272  | 206  | 248  | 345  | 462  | 475  | 487  | 512  | 513  | 521  |
|               | 1968 | 1982 | 1990 | 2006 | 2013 | 2015 | 2017 | 2019 | 2020 | 2022 |